# Lebid, Iemilciîne
Lebid (în ucraineană Лебідь) este un sat în comuna Stepanivka din raionul Iemilciîne, regiunea Jîtomîr, Ucraina.

## Demografie
Componența lingvistică a localității Lebid
     Ucraineană (97,62%)
     Rusă (2,38%)
Conform recensământului din 2001, majoritatea populației localității Lebid era vorbitoare de ucraineană (97,62%), existând în minoritate și vorbitori de rusă (2,38%).